# Igor Morozov (chanteur)
Pour les articles homonymes, voir Igor Morozov.
 (octobre 2011).
Igor Anatolievitch Morozov (en russe : Игорь Анатолевич Морозов), né en 1948 à Dniepropetrovsk en Ukraine, est un artiste lyrique russe de tessiture baryton.

## Biographie

### Jeunesse et formation
Igor Morozov commence à chanter très jeune. Il donne des concerts avec un orchestre dès l'âge de douze ans. À seize ans, il quitte sa ville natale pour étudier au conservatoire Tchaïkovsky à Moscou, où il est l'unique élève de la basse Mark Reizen puis du baryton géorgien David Gamrékeli. Après avoir obtenu son diplôme, il est immédiatement engagé comme soliste au Mariinsky (Kirov) à Saint-Pétersbourg.

### Carrière
Deux ans plus tard, il est engagé par le théâtre Bolchoï à Moscou, à l'époque le premier théâtre de l'Union soviétique. Pendant les quinze années passées au Bolchoï, Igor Morozov interprète des rôles du répertoire russe comme le rôle titre d'Eugène Onéguine, Lionel (La Pucelle d'Orléans), Robert et Ibn-Hakia (Iolanta) ou encore Yeletzki (La Dame de pique) dans les opéras de Tchaïkovskyi. Il aborde également les rôles italiens, en particulier Silvio dans I pagliacci de Ruggiero Leoncavallo, Guglielmo dans Così fan tutte de Mozart et Figaro dans Le Barbier de Séville de Gioachino Rossini. C'est le partenaire de la soprano Elena Obraztsova lors des concerts.
En 1991, Igor Morozov est décoré par Boris Eltsine de la plus haute récompense artistique russe, le titre d'Artiste du peuple de l'URSS.
Avec ses succès, comme celui d'Onéguine au Staatsoper de Vienne en 1991, Igor Morozov est invité dans les grands théâtres de l'Europe de l'Ouest :  à la Scala de Milan, au Deutsche Oper Berlin, au Staatsoper Unter den Linden de Berlin. Il est également invité à Hambourg, Munich, Cologne, Zurich, Strasbourg, Montpellier, Palerme, Amsterdam, dans les festivals de Salzbourg, Bregenz et Boston. Il est aussi convié dans des salles de concert renommées comme le Concertgebouw à Amsterdam. Le Konzerthaus de Vienne, où il chante les rôles du répertoire de Verdi comme Nabucco, Rigoletto, Simon Boccanegra, du répertoire russe comme Mazeppa de Tchaïkovsky et des œuvres de Chostakovitch avec des chefs d'orchestre comme Lorin Maazel, Fabio Luisi, Anton Guadagno, Ferdinand Leitner, Marcello Viotti, Pinchas Steinberg, Carlo Franci.

## Récompenses
En 2002, il est décoré par l'académie internationale des beaux-arts et de la science (Ukraine) de La Fortune d'Or. La même année, Woody Allen choisit son interprétation du « rêve de Iago » (Otello) pour son film hollywoodien Match Point.

## Participations
Igor Morozov enregistre le rôle de Filippo dans l'opéra Beatrice di Tenda de Bellini avec Edita Gruberova (Nightinghale), Il Trovatore avec Ivan Anguélov, l'opéra Yolande de Tchaïkovsky (RAI) Duets for tenor and barytone (Naxos) avec le ténor Janez Lotric, la bande-son du film Match Point.